# C/2023 P1 (Nishimura)
C/2023 P1 (Nishimura) ist ein Komet, der im September 2023 mit dem bloßen Auge zu beobachten war.

## Entdeckung und Beobachtung
Der Komet wurde am 12. August 2023 von dem japanischen Amateurastronomen Hideo Nishimura (西村 栄男) in Kakegawa in der Präfektur Shizuoka mithilfe von Aufnahmen seiner digitalen Spiegelreflexkamera entdeckt. Nishimura konnte ihn im Anschluss daran auch bereits auf Aufnahmen des Vortages finden. Zu diesem Zeitpunkt war der Komet etwa 1,0 AE von der Sonne und 1,7 AE von der Erde entfernt und besaß eine Helligkeit von 10 mag. Die Information verbreitete sich rasch und in den folgenden Tagen wurde er auch von zahlreichen weiteren Beobachtern in Japan, USA, Australien und Österreich mit Teleskopen fotografiert. Erste Berechnungen ließen erwarten, dass der Komet im September eine Helligkeit von 3 mag erreichen könnte, wobei er allerdings in geringem Abstand zur Sonne stehen würde.
Nachträglich konnte der Komet auch auf archivierten Aufnahmen des Teleskops Pan-STARRS 2 auf Hawaiʻi vom 19. bis 25. Januar 2023 bei einer Helligkeit um 22 mag und in einem Sonnenabstand von etwa 4,0 AE sowie auf einer Aufnahme der Zwicky Transient Facility (ZTF) am Palomar-Observatorium in Kalifornien vom März aufgefunden werden.

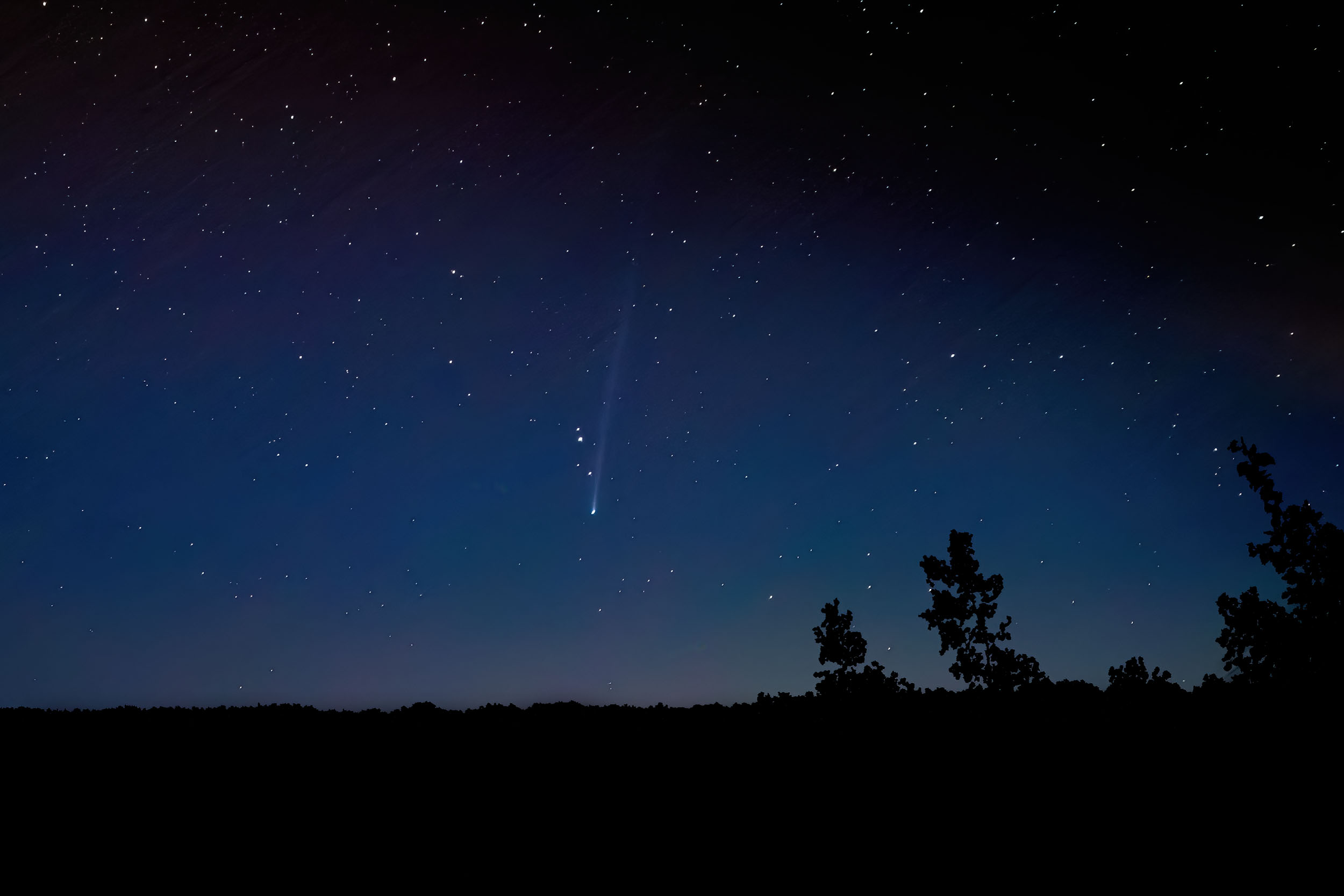
Komet Nishimura am Morgen des 9. September 2023 am Bergheider See im südlichen Brandenburg

In den Wochen nach seiner Entdeckung war der Komet am Morgenhimmel in geringer Höhe über dem Horizont im Ostnordosten zu sehen. Seine Helligkeit nahm dabei rasch zu, aber er wanderte immer näher auf die Sonne zu, so dass er nach dem ersten Septemberdrittel in der Morgendämmerung verschwand. Etwa ab der Mitte des Monats erschien er zwar im Westen am Abendhimmel, aber obwohl seine Helligkeit bis auf knapp 2 mag anstieg, stand er dort nur für kurze Zeit sehr dicht über dem Horizont in der hellen Abenddämmerung und war daher kaum zu beobachten. Erst Anfang November erfolgten wieder Beobachtungen durch Observatorien auf der Südhalbkugel, als die Helligkeit bereits auf etwa 13 mag gefallen war.
Die letzte Beobachtung des Kometen gelang am 28. Mai 2024 mit dem ferngesteuerten iTelescope am Siding-Spring-Observatorium in Australien bei einer Helligkeit von etwa 20 mag. Zu diesem Zeitpunkt war der Komet bereits wieder 4,2 AE von der Sonne entfernt.

## Wissenschaftliche Auswertung
Am 31. August 2023 konnten mit dem TRAPPIST-South-Teleskop in Chile und dem TRAPPIST-North-Teleskop in Marokko die Produktionsraten von OH, CN, C2 und Staub bestimmt werden.
Am 6. und 7. September 2023 konnte die Polarisation des Kometenlichts am Ussuriysk Astrophysical Observatory in Russland gemessen werden. Zur Erklärung des sehr geringen positiven Polarisationsgrades wurden zwei Modelle erstellt, wonach entweder die Staubpartikel in der Koma aus Mg-reichen Silicaten bestehen oder die Gasemissionen des Kometen dafür verantwortlich sind. Zur Entscheidung zwischen den beiden alternativen Erklärungen sind weitere Beobachtungen notwendig.
Am 17. September trat der Komet in das Sichtfeld der HI-1-Kamera an Bord des Sonnenbeobachtungssatelliten STEREO ein und konnte damit sechs Tage lang beobachtet werden. Der Schweif zeigte dabei deutliche Interaktion mit dem Sonnenwind.

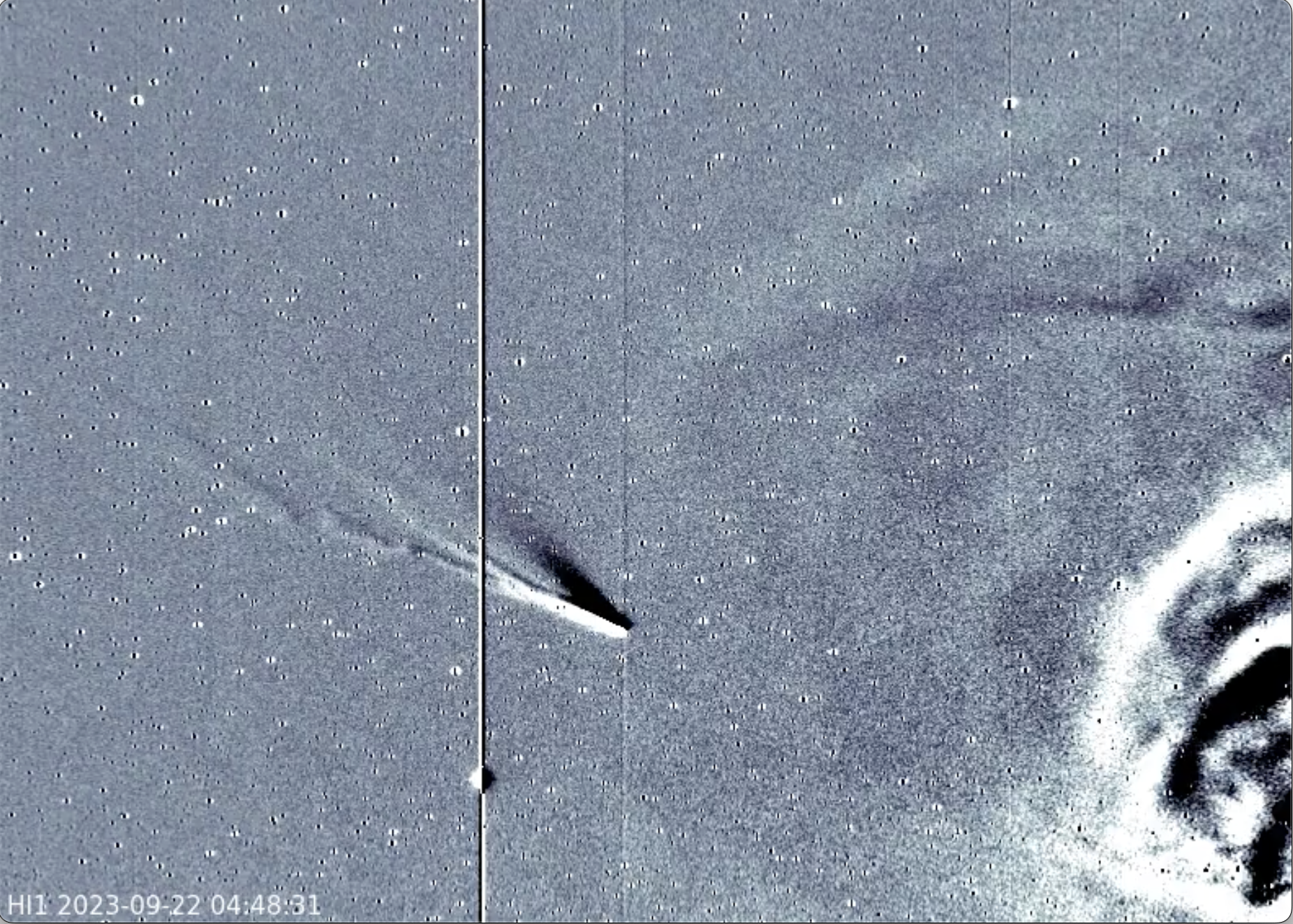
Aufnahme des Kometen am 22. September 2023 durch STEREO

## Umlaufbahn
Für den Kometen konnte aus 642 Beobachtungsdaten über einen Zeitraum von 15 ½ Monaten eine langgestreckte elliptische Umlaufbahn bestimmt werden, die um rund 132° gegen die Ekliptik geneigt ist. Die Bahn des Kometen verläuft damit schräg gestellt gegen die Bahnebenen der Planeten und er durchläuft seine Bahn gegenläufig (retrograd) zu ihnen. Im sonnennächsten Punkt (Perihel), den er am 17. September 2023 erreicht hat, war er etwa 33,7 Mio. km von der Sonne entfernt und bewegte sich damit innerhalb des Bereichs der Umlaufbahn des Merkur. Bereits am 10. September hatte sich der Komet der Venus bis auf etwa 80,3 Mio. km genähert. Am 12. September erfolgten die größten Annäherungen an Merkur bis auf etwa 36,3 Mio. km und an die Erde bis auf etwa 125,3 Mio. km (0,84 AE). Am 12. Oktober ging er dann noch im Abstand von etwa 159,7 Mio. km am Mars vorbei.
Nach den Bahnelementen, wie sie in der JPL Small-Body Database angegeben sind und die auch nicht-gravitative Kräfte auf den Kometen berücksichtigen, hatte seine Bahn vor seiner Passage des inneren Sonnensystems noch eine Exzentrizität von etwa 0,99612 und eine Große Halbachse von etwa 57,3 AE, so dass seine Umlaufzeit bei 433,4 Jahren lag. Sein letzter Periheldurchgang könnte im April 1590 (Unsicherheit ±2,7 Monate) erfolgt sein, es besteht aber aufgrund völlig unterschiedlicher Bahnelemente kein Zusammenhang mit dem von Tycho Brahe entdeckten Kometen C/1590 E1.
Durch die Anziehungskräfte der Planeten, insbesondere durch relativ entfernte Vorbeigänge am Jupiter am 20. Juli 2023 in knapp 4 ¼ AE und am Saturn am 14. September 2023 in etwa 9 ⅔ AE Distanz, sowie durch Ausgasungseffekte in Sonnennähe wird seine zukünftige Bahnexzentrizität bei etwa 0,99586 und seine Große Halbachse bei etwa 54,8 AE liegen, wodurch sich seine Umlaufzeit auf etwa 405,6 Jahre verkürzt. Wenn der Himmelskörper Ende 2226 den sonnenfernsten Punkt (Aphel) seiner Bahn erreicht, wird er etwa 16,4 Mrd. km von der Sonne entfernt sein, fast 110-mal so weit wie die Erde und über 3 ½-mal so weit wie Neptun. Seine Bahngeschwindigkeit im Aphel beträgt dann nur etwa 0,18 km/s. Der nächste Periheldurchgang des Kometen wird möglicherweise im April 2429 (Unsicherheit ±1,6 Monate) stattfinden.

## Meteorstrom
Ein Vergleich vorläufiger Bahnelemente des Kometen vom Ende August 2023 mit Datenbank-Angaben über Meteorströme ergab eine hohe orbitale Ähnlichkeit zwischen dem Kometen Nishimura und den Sigma-Hydriden. Der Komet könnte der Ursprungskörper der Meteore sein oder in einem nahen Verhältnis zu diesem stehen.